# Stora Illersjön
Stora Illersjön är en sjö i Askersunds kommun i Närke och ingår i Motala ströms huvudavrinningsområde. Sjön är 9,4 meter djup, har en yta på 0,0819 kvadratkilometer och befinner sig 145,2 meter över havet.

## Delavrinningsområde
Stora Illersjön ingår i det delavrinningsområde (651152-143744) som SMHI kallar för Rinner till 648861-144785. Medelhöjden är 137 meter över havet och ytan är 30,75 kvadratkilometer. Det finns inga avrinningsområden uppströms utan avrinningsområdet är högsta punkten. Avrinningsområdets utflöde Motala Ström mynnar i havet. Avrinningsområdet består mestadels av skog (89 procent). Avrinningsområdet har 2,64 kvadratkilometer vattenytor vilket ger det en sjöprocent på 2,2 procent. Bebyggelsen i området täcker en yta av 1,76 kvadratkilometer eller 1 procent av avrinningsområdet.